# Jacinta de Siqueira
Jacinta de Siqueira, ou ainda Jacinta da Siqueira (Costa da Mina, 1680 - Vila do Príncipe, abril de 1751) foi uma mulher negra alforriada que reuniu considerável patrimônio durante o Brasil Colônia, adquirindo para si um enorme plantel de escravizados africanos. Sua trajetória é comparada a história de Chica da Silva.
Sabe-se que teria migrado para o Serro com um plantel de cativos africanos, já liberta pelo seu antigo senhor, Antônio José de Campos Lara. Tornou-se concubina de Campos Lara e a partir desse relacionamento adquiriu lavras privilegiadas na região e conseguiu que o povoamento da Vila do Príncipe se desse nas redondezas de sua fazenda e de suas lavras.
Também se relacionou com outros homens importantes, o que permitiu o impulsionamento de seus negócios e interesses. Ela soube se aproveitar do seu prestigio junto aos membros da elite bandeirante paulista e baiana, e conjuntamente a sua ascensão econômica, conseguiu adentrar no mundo social dos brancos. Tendo pertencido a ricas irmandantes e sendo paragem certa para os homens importantes que passavam pela região.

## Biografia
Jacinta de Siqueira foi sequestrada em solo africano e vendida no Porto de São Jorge da Mina. Teria chegado a região do Serro entre 1703 e 1711, vinda da Bahia. Quando chegou já era uma mulher livre, sendo companheiro do capitão Antônio José de Campos Lara, possuindo cerca de 10 escravizados africanos.
Entre 1718 e 1720 já era a maior proprietária de escravizados a serviço da mineração aurifera. No ápice de sua riqueza chegou a ter 63 escravizados. No fim da vida possuia 27 cativos, a maioria estando alugada para o contratador de diamantes.
Teve ao longo da vida quatro filhas, todas sendo fruto de seus relacionamentos com homens importantes. É o caso de Bernarda da Conceição e Lara, que era filha do capitão Campos Lara, de Rita Mascarenhas, filha do juiz Lourenço Carlos Mascarenhas de Araújo e de Josefa Gonçalves Siqueira, filha do capitão Antônio Gonçalves de Oliveira. Não se sabe exatamente quem foi o pai de Quitéria Joana Batista Lopes e nem de Vitória Pereira Tavares, falecida na infância. Todas as quatro filhas que chegaram a idade adulta tiveram bons casamentos, com homens da alta sociedade.
Jacinta faleceu em 1751, sendo sepultada no interior da matriz de Nossa Senhora da Conceição da Vila do Príncipe, em campa encomendada, sob os auspícios da Irmandade de Nossa Senhora do Rosário.

## Fundação da Vila do Príncipe
O ouvidor Luís Botelho de Queirós teria ordenado a construção de um centro administrativo para a recém criada Vila do Príncipe. Para tal indicou que o pelourinho fosse instalado em um local a 2 léguas do arraial do Tejudo. Pouco tempo depois, todavia, o juiz Antônio Quaresma ordenou a mudança do local, desta vez para 9 léguas. O local mais distante e mais dificultoso ficava, todavia, mais próximo ao sitio e as lavras de Jacinta de Siqueira. Em torno desse novo centro, que privilegiava a negra alforriada, a população do povoado teve que se rearranjar, prosperando o núcleo urbano.

## Testamento e bens
Quando veio a falecer, declarou em seu testamento que possuia uma fazenda, uma rocinha, a casa onde morava, suas antigas lavras de ouro e um plantel de 27 cativos, a maioria alugada para o contratador de diamantes. O que chama a atenção no inventário eram os móveis, luxuosos frente a realidade precária da vida das habitações da época. 

Possuía um catre (cama) de jacarandá torneado, com cortinado e uma colcha de seda, onde podia dormir confortavelmente entre lençóis e fronhas de linho [...] possuía dois oratórios e várias imagens de santos com coroas de ouro e prata. Sua mesa era posta com garfos e colheres de prata, louças da índia, toalhas de mesa com guardanapos de renda e linho, onde podia receber seus convivas refinando-lhes o paladar com o fino chocolate derretido em sua chocolateira, acompanhado de pão de ló. O licor e os sucos eram servidos em suas garrafas e copos de cristal.

## Historiografia
A historiografia clássica tendeu a apagar, ou minimizar, a influência de Jacinta de Siqueira para a fundação do Serro. Isso porque, admitir a existência de Jacinta de Siqueira era afirmar que as elites racistas do Serro descendiam de uma mulher preta alforriada. Gilberto Freyre foi um dos primeiros a tratar, em sua obra Casa Grande e Senzala, da personagem. Todavia, a sua apropriação tendeu a sensualizar Jacinta de Siqueira.

## Referencias
1. 1 2 3 4 5 6 7  Briskievicz, Danilo Arnaldo (17 de maio de 2021). «COMPARAR VERSÕES, CRIAR OUTRAS NARRATIVAS: A "QUESTÃO JACINTA DE SIQUEIRA" E SEU GESTO PEDAGÓGICO COLONIAL, VILA DO PRÍNCIPE/MG, SÉCULO XVIII». Revista de História Comparada (1): 267–299. ISSN 1981-383X. Consultado em 29 de agosto de 2023
2. 1 2 3  Furtado, Júnia Ferreira (2020). «Mulheres escravas e forras na mineração no Brasil, século XVIII». ISSN 2667-3231. doi:10.48038/revlatt.n1.1. Consultado em 29 de agosto de 2023
3. 1 2  SILVA, Luiz R. R. (26 de julho de 2023). «Jacinta de Siqueira, Francisca da Silva e João Manso Pereira: Pequenas considerações sobre o lugar do corpo pardo no Brasil Colonial». HH Magazine. Consultado em 29 de agosto de 2023